# Wolfgang Heidenfeld
Wolfgang Heidenfeld (Berlino, 29 maggio 1911 – Ulma, 3 agosto 1981) è stato uno scacchista tedesco naturalizzato irlandese.

## Biografia
Di famiglia ebraica, negli anni '30 si trasferì in Sudafrica a causa delle leggi razziali naziste. Dal 1939 al 1959 vinse otto volte il campionato sudafricano e rappresentò il Sudafrica alle olimpiadi di Monaco di Baviera 1958.
Negli anni '50 vinse partite contro l'ex campione del mondo Max Euwe, Miguel Najdorf, Joaquim Durao e Ludek Pachman. Ottenne i requisiti per diventare Maestro Internazionale, ma declinò la proposta di ricevere il titolo dalla FIDE.
Partecipò a cinque edizioni delle Olimpiadi degli scacchi: nel 1958 con il Sudafrica, dal 1966 al 1974 con l'Irlanda, ottenendo complessivamente il 45,7% dei punti.
Nel 1957, durante un viaggio in Irlanda, si trasferì con la famiglia a Dublino. Vinse sei volte il campionato irlandese (1958, 1963, 1964, 1967, 1968 e 1972) e tre volte il campionato della provincia di Leinster (1965, 1969 e 1972). Ritornò in Germania nel 1979 stabilendosi a Ulma, dove morì due anni dopo all'età di 70 anni.
Scrisse alcuni libri di scacchi, tra cui Chess Springbok (1955), My Book of Fun and Games (1958), Grosse Remispartien (1968, in tedesco; un'edizione in inglese, dal titolo Draw!, venne pubblicata nel 1982 a cura di John Nunn), e Lacking the Master Touch (1970).
Suo figlio Mark Heidenfeld è un Maestro Internazionale e ha vinto il campionato irlandese nel 2000 e 2021.